# BEST (FENCE OF DEFENSEのアルバム)
『BEST』（ベスト）は、1995年4月21日にリリースされた、FENCE OF DEFENSEのベスト・アルバム。

## 解説
キャッチコピーは「これまで、そしてここから。」。
FODがこれまで発表してきたシングルの中から11曲選曲し、シングル・リリースのなかったアルバム『digitaglam FOD VI』からは「9.9.9」を収録。加えて未発表曲の「最後の想い」の13曲で構成されている。
なお、本作に収録されなかったシングルは「NIGHTLESS GIRL」(1stアルバム『FENCE OF DEFENSE』に収録)、「MAGRITTE DANCE」(4thアルバム『FENCE OF DEFENSE IV RED ON LEAD』に収録)、「いつだって君のしてる事は…」 (5thアルバム『FENCE OF DEFENSE V TIME』に収録)、「Forever In Love」(8thアルバム『SPEED OF LOVE』に収録)の4曲。
ビデオクリップ集『FENCE OF DEFENSE CLIPS』と同時発売で、ジャケットもビデオと同じデザインになっている。
FODは本作を最後にデビュー以来8年間所属したEPIC・ソニーを離れる。

## 収録曲
| 全編曲: FENCE OF DEFENSE。 |                                  |                                |                            |       |
| #                          | タイトル                         | 作詞                           | 作曲                       | 時間  |
| 1.                         | 「フェイシア」                   | FENCE OF DEFENSE               | 西村麻聡                   | 5:23  |
| 2.                         | 「FREAKS」                       | K.INOJO                        | 西村麻聡                   | 4:12  |
| 3.                         | 「MIDNIGHT FLOWER」              | 柳川英巳                       | 北島健二、西村麻聡、山田亘 | 4:22  |
| 4.                         | 「セイラ」                       | FENCE OF DEFENSE               | 西村麻聡                   | 4:32  |
| 5.                         | 「CHAIN REACTION」               | RYO                            | 北島健二、西村麻聡、山田亘 | 4:09  |
| 6.                         | 「サウザンド・タイムス [REMIX]」 | K.INOJO                        | 山田亘                     | 5:03  |
| 7.                         | 「TIME」                         | 柳川英巳、早咲めぐみ、西村麻聡 | 北島健二、西村麻聡         | 5:31  |
| 8.                         | 「9.9.9」                        | 西村麻聡                       | 西村麻聡                   | 4:38  |
| 9.                         | 「時の河」                       | 早咲めぐみ                     | 西村麻聡                   | 3:52  |
| 10.                        | 「DON'T LOOK BACK」              | RYO                            | 西村麻聡                   | 4:54  |
| 11.                        | 「もう一度EMOTION」              | 神沢礼江                       | 西村麻聡                   | 5:03  |
| 12.                        | 「風のゆくえ」                   | 西村麻聡                       | 西村麻聡                   | 4:23  |
| 13.                        | 「最後の想い」                   | 早咲めぐみ                     | 西村麻聡                   | 4:10  |
| 合計時間:                  | 合計時間:                        | 合計時間:                      | 合計時間:                  | 60:12 |

## 楽曲解説
1. フェイシア
  - 1stシングル。
2. FREAKS
  - 3rdシングル。
3. MIDNIGHT FLOWER
  - 4thシングル。
  - シングルバージョンとなっており、冒頭の会話部分がカットされている。
4. セイラ
  - 5thシングル。
5. CHAIN REACTION
  - 6thシングル。
6. サウザンド・タイムス [REMIX]
  - 8thシングル。
  - 本曲は5thアルバム『FENCE OF DEFENSE V TIME』収録のアルバムバージョン。
7. TIME
  - 10thシングル。イントロが一部カットされている。
8. 9.9.9
  - 6thアルバム『digitaglam FOD VI』収録曲。
9. 時の河
  - 11thシングル。
10. DON'T LOOK BACK
  - 12thシングル。
11. もう一度EMOTION
  - 14thシングル。
12. 風のゆくえ
  - 15thシングル。
13. 最後の想い
  - 未発表曲。